# Naginata
Naginata (なぎなた,薙刀) je oružje s motkom i jedna od nekoliko varijacija tradicionalno izrađenih japanskih oštrica (nihonto).
Naginate su izvorno koristili samuraji u feudalnom Japanu, kao i ashigaru (pješaci) i sōhei (redovnici ratnici). Naginata je kultno oružje onna-bugeishe, vrste ratnice koja pripada japanskom plemstvu.
Naginata za borce i redovnike ratnike bili su ō-naginata. Vrsta koju su koristile žene zvala se ko-naginata.